# Segway PT
En Segway Personal Transporter (tidligere Segway Human Transporter) er en motoriseret, selv-balancerende transportenhed, der blev opfundet og designet af Dean Kamen.
Den har tidligere gået under navnene IT og Ginger.

## Færdselsregler
I Danmark har Færdselsstyrelsen iværksat et forsøg, hvor Segway må bruges på samme måde som cykler i forhold til Færdselsloven. Forsøget startede 1. marts 2010 og er siden blevet forlænget flere gange, denne gang til 2014.
Det danske politikorps har i 2012 iværksat en forsøgsgruppe, hvor man tester brugen af Segways til politi-patruljer. Segwayen skal indtil videre testes af lokalbetjente i Albertslund, Brøndby, Ishøj, Høje-Taastrup, Ballerup og Herlev, og forsøget vil løbe over en måned.
I 2021 blev reglerne for brug af små motoriserede køretøjer, herunder segways, opdateret som en del af en større lovgivningsændring, der skulle sikre en mere ensartet regulering af alle typer el-køretøjer. Forsøget, der tillod segways at blive brugt som cykler, blev i praksis gjort permanent, og segways blev dermed ligestillet med andre små el-køretøjer som el-løbehjul. Der blev samtidig indført nye sikkerhedskrav, herunder krav om brug af hjelm og lysudstyr, der skal sikre en sikker integration af segways i trafikken.

## Billedgalleri
- Segway til turistture i Paris
- Segway i Tyskland med baglygte og nummerplade
- Segways ved statuimperialistiske en The Linesman ved floden Liffey i Dublin
- To italienske politi-Segways parkeret sammen
- Segway under Karlsbroen i Prag
- Svensk Segway politi i Stockholm

## Ekstern henvisning
- Wikimedia Commons har flere filer relateret til Segway PT
- Segways hjemmeside (på engelsk)

| Trafik | Spire Denne trafikartikel er en spire som bør udbygges. Du er velkommen til at hjælpe Wikipedia ved at udvide den. |